# Kolonin Connecticut
Kolonin Connecticut (engelska: Connecticut Colony) var en engelsk besittning i Nordamerika, som senare blev den amerikanska delstaten Connecticut. 

## Historia
Connecticut kallades ursprungligen Flodkolonin (engelska: River Colony), och skapades den 3 mars 1636 som fristad för puritianer. Efter bråk med nederländarna, hade engelsmännen fått permanent kontroll over området under sent 1630-tal. Området blev senare en blodig krigsskådeplats under Pequotkriget mellan engelsmännen och indianerna. Området spelade också en viktig roll för självstyret i Nya världen, genom motvilligheten till att ingå i dominionen New England, en händelse känd som Charter Oak. Två andra engelska kolonier uppgick i kolonin Connecticut: Kolonin Saybrook 1644 och Kolonin New Haven 1662.

### Fotnoter
1. ↑  ”Connecticut” (på engelska). World Statesmen. http://www.worldstatesmen.org/US_states_A-D.html#Connecticut. Läst 9 november 2015.